# コハリイルカ
コハリイルカ（小針海豚、Phocoena spinipinnis) はクジラ目ハクジラ亜目ネズミイルカ科ネズミイルカ属に属する小型のイルカである。
南アメリカの沿岸に固有な種である。
1865年、Hermann Burmeisterにより新種として報告された。
英語では、彼の名前にちなみ、Burmeister's Porpoise（バーマイスターのネズミイルカ）と呼ばれる。
和名のコハリ（小針）は背びれに硬い突起があることに由来する。

## 形態

ヒトとの大きさ比較

コハリイルカの写真の多くは死後撮影されたものであり、その写真を見る限りでは体色は黒である。そのため、以前はBlack Porpoise（黒いネズミイルカ）と呼ばれることもあった。しかし生体の体色は濃い灰色であり、黒いのは死後数分で体色が変化したためである。個体により異なるが、腹側に明るい灰色の斑紋がある。
成体の体長は1.5m、体重は50kgから75kgであるが、最も重いものとしては、体重105kgの雌の個体が知られている。
噴気孔は眼の近くに位置し、噴気孔のあたりは若干窪んでいる。背びれの形と位置に特徴がある。形は後方（尾びれ側）に延びた三角形であり、頭部から測って体長の約3/4の位置にあり、他のイルカに比べるとかなり後方である。
ハラジロイルカはコハリイルカとほぼ同じ体長で、生息域も一部重なっている（太平洋側）が、背びれを見れば見分けることは容易である。

## 生息数と分布
コハリイルカの生息域は南アメリカの、太平洋側はペルー北部から、フエゴ島を通って、大西洋側のブラジル南部にかけての沿岸である。
多くは海岸近くに棲息するが、海岸から50kmも沖合いに行ったり、淡水の河川であるValivia川（ チリ南部、en）で泳いだりする個体も知られている。
全生息数は少なくとも数万頭である。
生息域においては珍しくはないイルカであるが、あまり研究されていないため、詳細は不明である。

## 行動
コハリイルカを観察することは困難である。
内気なのか、海面近くを泳ぐ際にも身体の一部分を見せるだけで、人間の乗った船が近付こうとすると急いで逃げてしまう。
1頭あるいは2頭で行動することが多いが、小さな群を成すこともある。
70頭程度の大きな群がチリで観察されたことがある。
主食はイワシ、メルルーサ、サバなどの魚類である。

## 保護
IUCNのレッドリストでは「情報不足」に分類されている。
他のイルカ同様、コハリイルカにとっての最大の問題は漁網による混獲である。これらはウルグアイ、チリ、ペルーにおいて一般的に発生していることが知られており、特にペルーにおける混獲が最も多く、年間に2千頭程度が犠牲になっている[REYES95]。
食料として、あるいはサメの餌として捕獲されることもある。